# Bohumil Turek

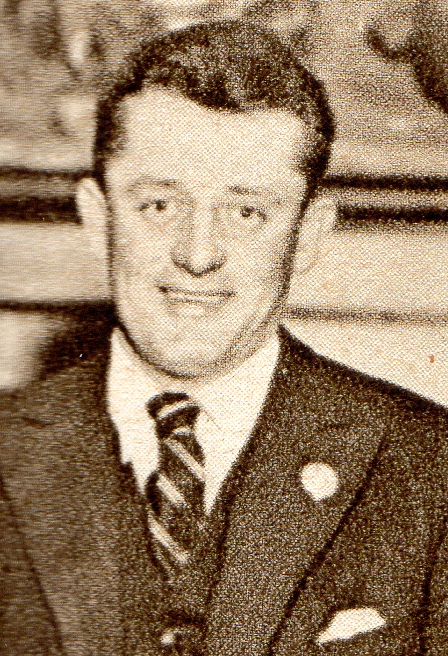
Bohumil Turek

Bohumil Turek (* 26. Mai 1901 in Dvůr Králové nad Labem; † 18. Januar 1972) war ein tschechoslowakischer Motorrad- und Automobilrennfahrer.
Seine Karriere begann er für Walter als Testfahrer und Ingenieur. Im Jahr 1925 nahm er ein Angebot des Prager Unternehmens Tesárek an, das Harley-Davidson importierte. Bei seiner Heirat 1927 in Prag soll die Idee eines Harley-Davidson-Clubs Prag entstanden sein, der ein Jahr später gegründet wurde und heute der älteste Harley-Club der Welt ist.
Turek wurde 1929 nach seinem Erfolg bei der ADAC-Fahrt Prag–Brest–Prag zum Leiter der Testabteilung von Aero.
Im Mai und Juni 1935 nahm Turek mit einem Aero 30 an der Fahrt Prag–Moskau–Tiflis teil. Nach seiner Rückkehr verunglückte Turek am 15. Juni 1935 bei den 1000 Meilen der Tschechoslowakei so schwer, dass er seine Karriere als Rennfahrer beenden musste. Er blieb aber bis in die Nachkriegszeit in führender Position bei Aero.

## Statistik
| Jahr | Veranstaltung                                    | Fahrzeug | Beifahrer       | Platzierung                                        |
| ---- | ------------------------------------------------ | -------- | --------------- | -------------------------------------------------- |
| 1928 | Großer Preis der Tschechoslowakei für Motorräder | Triumph  | –               | Sieg in der Klasse bis 500 cm³                     |
| 1929 | ADAC-Fahrt Prag–Brest–Prag                       | Aero 10  | Antonin Nahodil | Gesamtsieg                                         |
| 1930 | ADAC-Fahrt Berlin–Manzanares–Berlin              | Aero 10  |                 | Klassensieg in der Kleinwagenklasse                |
| 1931 | ADAC-Fahrt Berlin–Manzanares–Berlin              | Aero 10  | Antonin Nahodil | Gesamtsieg                                         |
| 1931 | 10.000-km-Fahrt des AvD                          | Aero 18  | Marschalek      | Goldmedaille                                       |
| 1932 | Rekordfahrt: 30.000 km in 30 Tagen               | Aero 18  |                 |                                                    |
| 1934 | Rallye Monte Carlo                               | Aero 20  | Antonin Nahodil | 3. Platz in der Klasse bis 1500 cm³ 9. Gesamtplatz |